# Boulevard Montmartre, Effet de nuit
Boulevard Montmartre, Effet de nuit est un tableau peint par Camille Pissarro en 1897. Il mesure 53,3 cm de haut sur 64,8 cm de large. Il est conservé à la National Gallery à Londres.
En février 1897, Pissarro a pris une chambre d'hôtel à l'angle du boulevard des Italiens et de la rue Drouot, au Grand Hôtel de Russie, à l'invitation de son galériste Durand-Ruel, afin de produire une série de peintures du boulevard Montmartre à différents moments de la journée. Ce tableau est la seule scène de nuit de cette série. Pissarro ne l'a ni signé, ni exposé de son vivant.

## Autres tableaux de la série
Pissarro a peint une quinzaine de tableaux du boulevard Montmartre, parmi lesquels :
- Boulevard Montmartre, Mardi Gras
- Boulevard Montmartre, printemps
- Boulevard Montmartre à Paris[3]
- Boulevard Montmartre, matin d'hiver[4]
- Boulevard Montmartre, matin brumeux

### Images

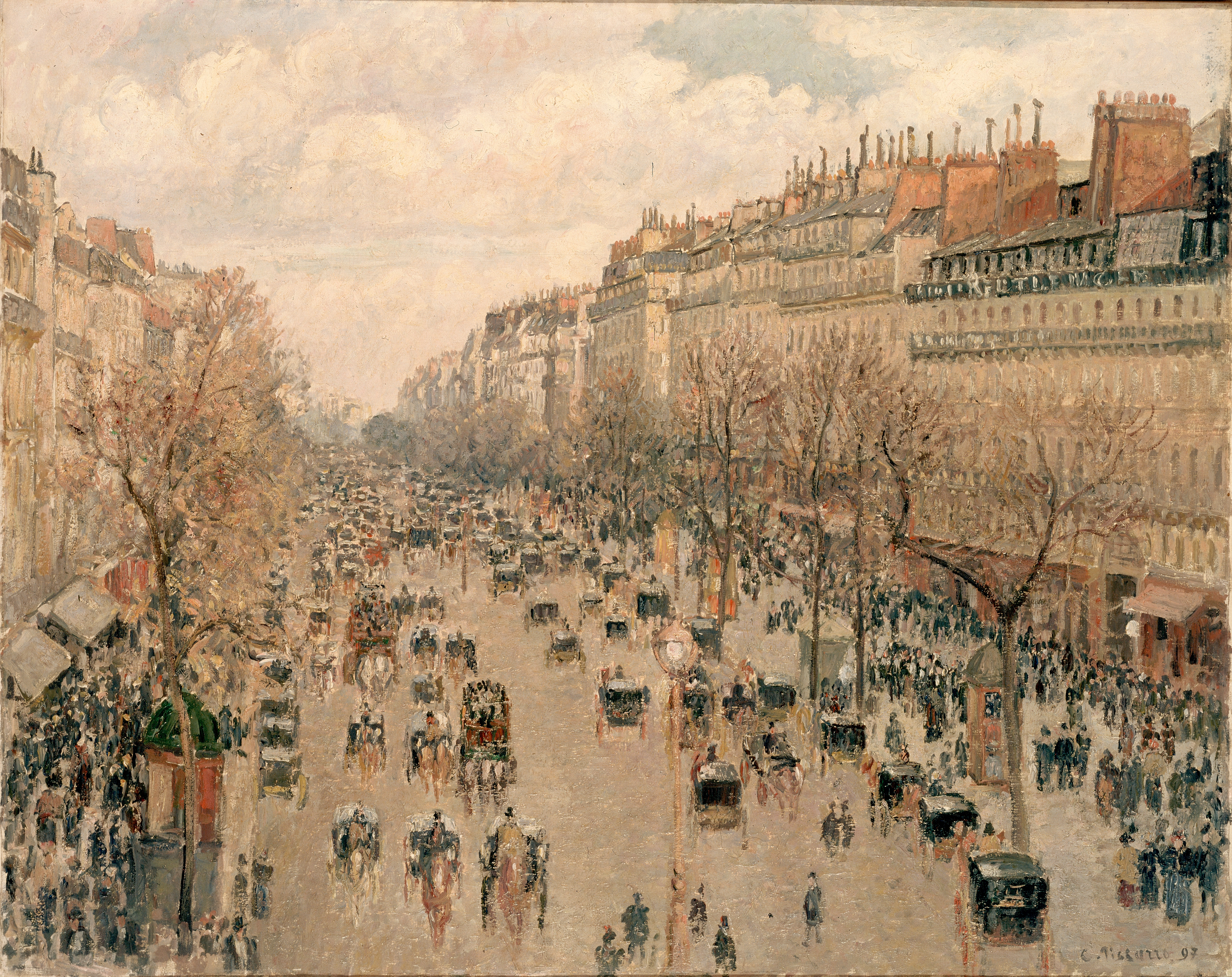
Boulevard Montmartre à Paris, 1897, musée de l'Ermitage, Saint-Pétersbourg
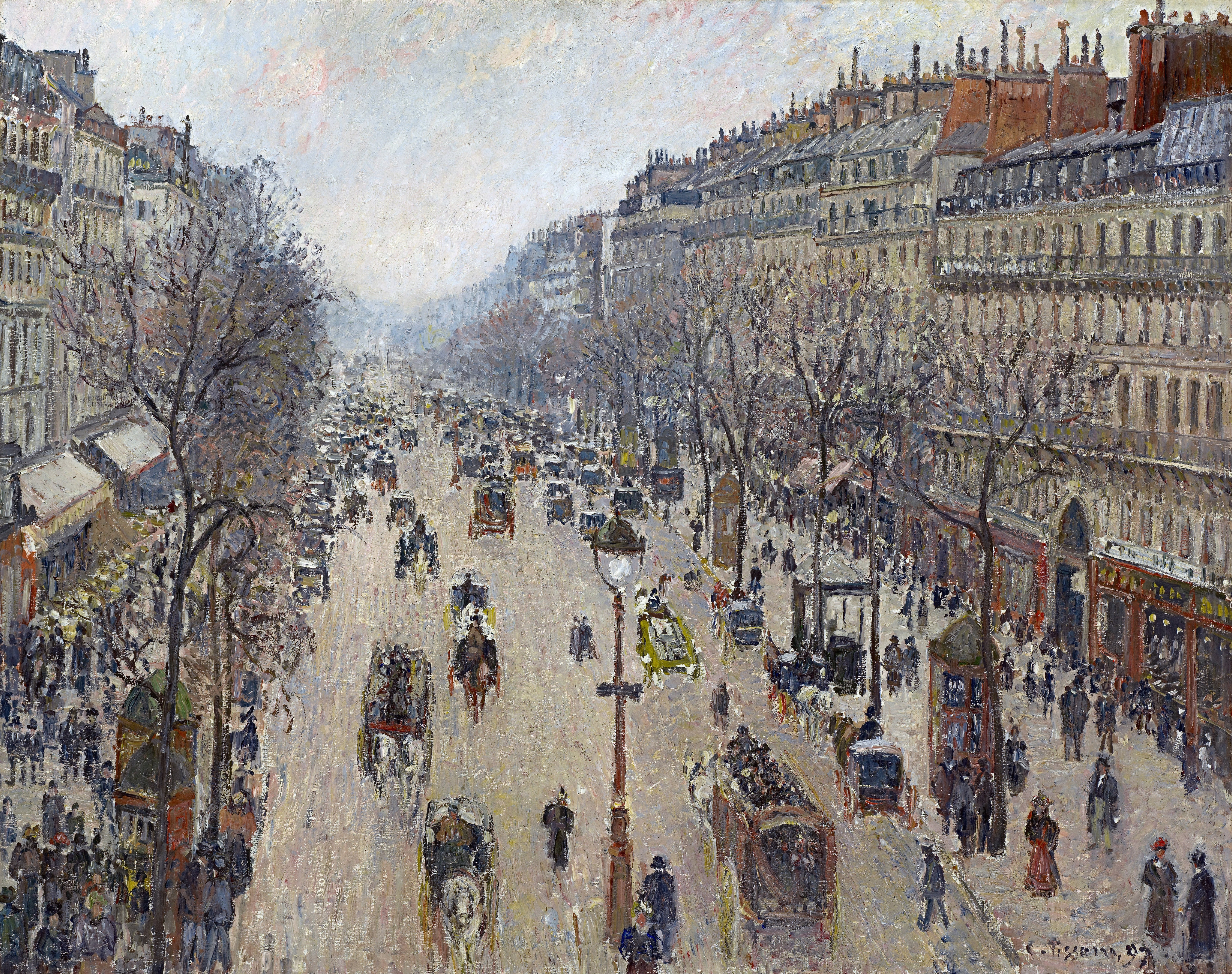
Boulevard Montmartre, matin brumeux, 1897, national Gallery of Victoria, Melbourne
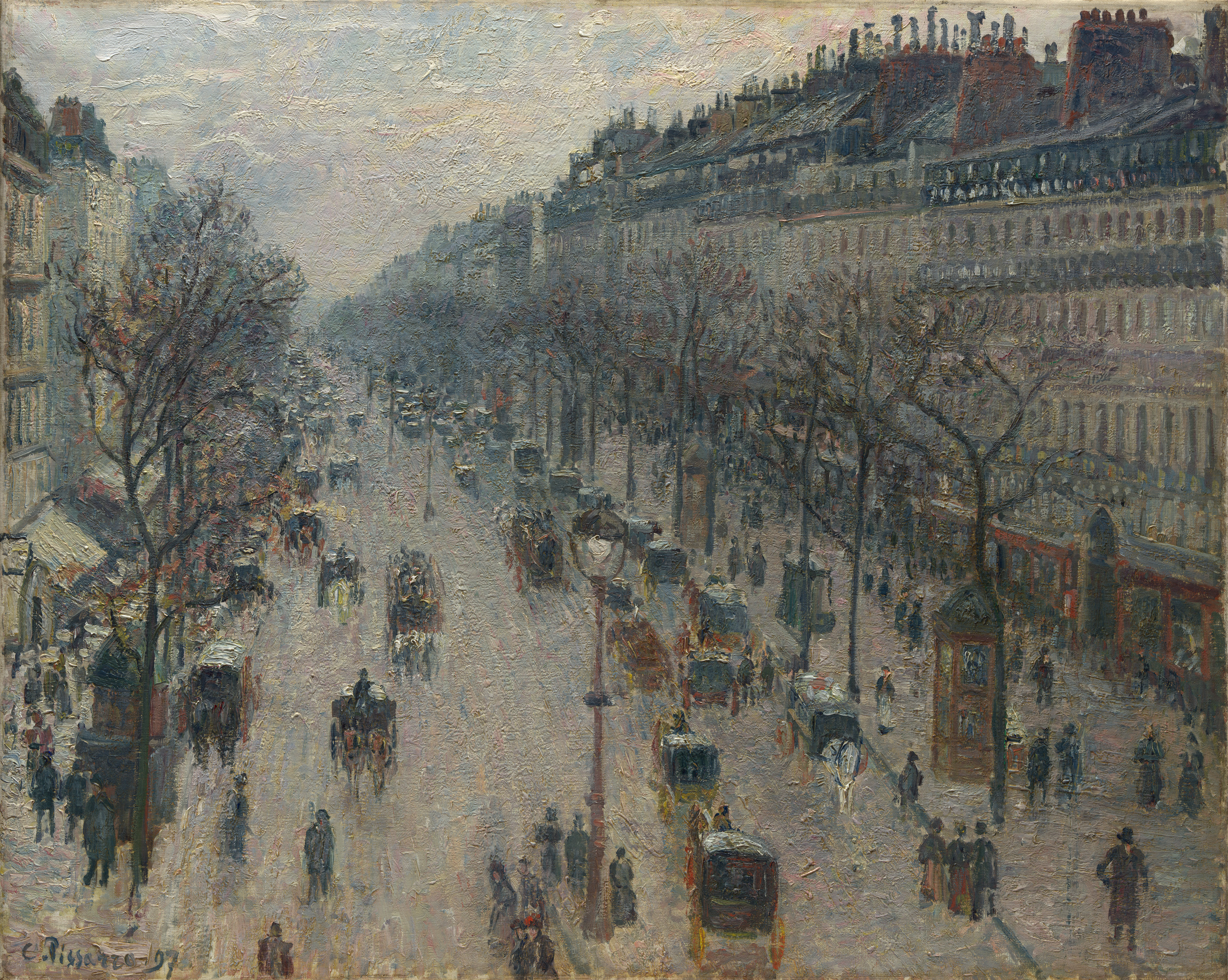
Boulevard Montmartre, matin d'hiver, 1897, Metropolitan Museum of Art, New York
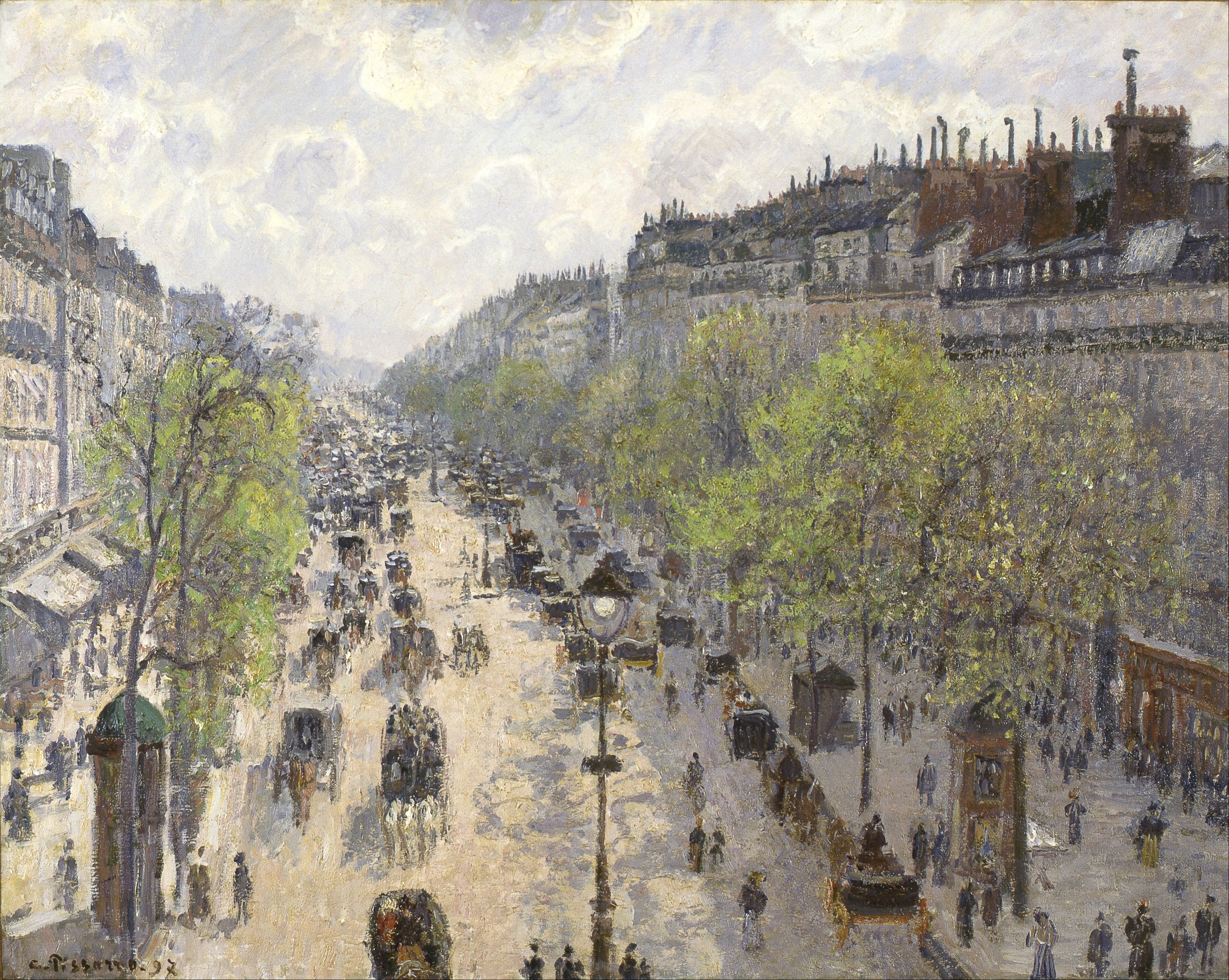
Boulevard Montmartre, matinée de printemps, 1897, collection privée